# Orde van Vuk Karadžić
De Orde van Vuk Karadžić (Servisch: Орден Вука Караџића/"Orden Vukova Karadžića") is genoemd naar de Servische taalkundige, dichter en hervormer van de Servische taal Vuk Karadžić.
Vuk Karadžić was een vermaard dichter. De orde wordt dan ook toegekend voor verdiensten voor kunst, Onderwijs en cultuur. Daarnaast is er een Orde van Njegoš de humaniora en de sociale wetenschappen. Deze ridderorde heeft drie graden.
- Grootkruis
- Grootofficier
- Commandeur

Het kleinood is een regelmatig gevormd achtpuntig medaillon met in het midden een gouden portret van Petar II. De ring om het medaillon is donkerrood, de omlijsting is van goud. Als verhoging en verbinding met het lint wordt een gouden medaille aangebracht waarop een opengeslagen boek is afgebeeld.
Het lint is rood met een gele streep langs de rand.